# Sportåret 1970

## Händelser

### Amerikansk fotboll
- Kansas City Chiefs besegrar Minnesota Vikings med 23 – 7 i Super Bowl IV, som är den sista som spelas mellan segrare i NFL och AFL eftersom de båda ligorna går samman till en detta år. (Final för 1969).

#### NFL:s slutspel för 1970

##### NFC (National Football Conference)
- Dallas Cowboys besegrar Detroit Lions med de ovanliga siffrorna 5 – 0
- San Francisco 49ers besegrar Minnesota Vikings med 17 – 10
  - Dallas Cowboys besegrar San Francisco 49ers med 17 – 10 i NFC-finalen

##### AFC (American Football Conference)
- Baltimore Colts besegrar Cincinnati Bengals med 17 – 0
- Oakland Raiders besegrar Miami Dolphins med 17 – 10
  - Baltimore Colts besegrar Oakland Raiders med 27 – 17 i AFC-finalen

### Bandy
- 15 mars - Katrineholms SK blir svenska mästare genom att finalslå Ljusdals BK med 6-2 på Söderstadion i Stockholm.[1][2]

### Baseboll
- 15 oktober - American League-mästarna Baltimore Orioles vinner World Series med 4-1 i matcher över National League-mästarna Cincinnati Reds.[3]

### Basket
- 8 maj - New York Knicks vinner NBA-finalserien mot Los Angeles Lakers.[4]
- 24 maj - Jugoslavien blir herrvärldsmästare före Brasilien och Sovjet. Turneringen genomförs i Jugoslavien.[5]
- 19 september - Sovjet vinner damernas Europamästerskap genom att finalslå Frankrike med 94-33 i Nederländerna.[6]
- 23 oktober - USA vinner den olympiska turneringen i Tokyo genom att finalslå Sovjet med 73-58.[7]

### Bordtennis

#### SM

##### Herrsingel
- Hans Alsér blir svensk mästare för Mariestad BoIS.

#### EM

##### Herrsingel
- Hans Alsér blir för andra gången under sin idrottskarriär Europamästare genom att i finalen besegra I. Korpa, Jugoslavien.

##### Herrdubbel
- D. Surbek och A. Stipancić (Jugoslavien) blir Europamästare i Moskva genom att i finalen besegra Hans Alsér & Kjell Johansson.

##### Lag
- Sverige vinner Europamästerskapet i lag före Jugoslavien.

### Boxning
- 1 januari - Sverige förbjuder professionell boxning.

- Joe Frazier blir ensam världsmästare genom att besegra Jimmy Ellis.
- Joe Frazier försvarar sin titel genom att besegra Bob Foster.

### Cykel
- Jean-Pierre Monseré, Belgien vinner linjeloppet vid VM.
- Eddy Merckx, Belgien vinner Giro d'Italia för andra gången
- Eddy Merckx, Belgien vinner Tour de France för andra gången
- Luis Ocaña, Spanien vinner Vuelta a España

### Fotboll
- 16 februari - Sudan vinner afrikanska mästerskapet i Sudan genom att besegra Ghana med 1–0 i finalen på Municipal Sports Stadium i Khartoum.[8]
- 28 april - Arsenal FC vinner Mässcupen genom att besegra RSC Anderlecht i finalserien.[9]
- 29 april
  - Manchester City vinner Europeiska cupvinnarcupen genom att besegra Górnik Zabrze med 2–1 i finalen på Praterstadion i Wien.[10]
  - Chelsea FC vinner FA-cupomspelsfinalen mot Leeds United AFC med 2-1 på Wembley Stadium.[11]
- 6 maj - Feyenoord vinner Europacupen för mästarlag genom att besegra Celtic FC med 2–1 efter förlängning i finalen på i Stadio San Siro Milano, Ove Kindvall avgör matchen.[10]

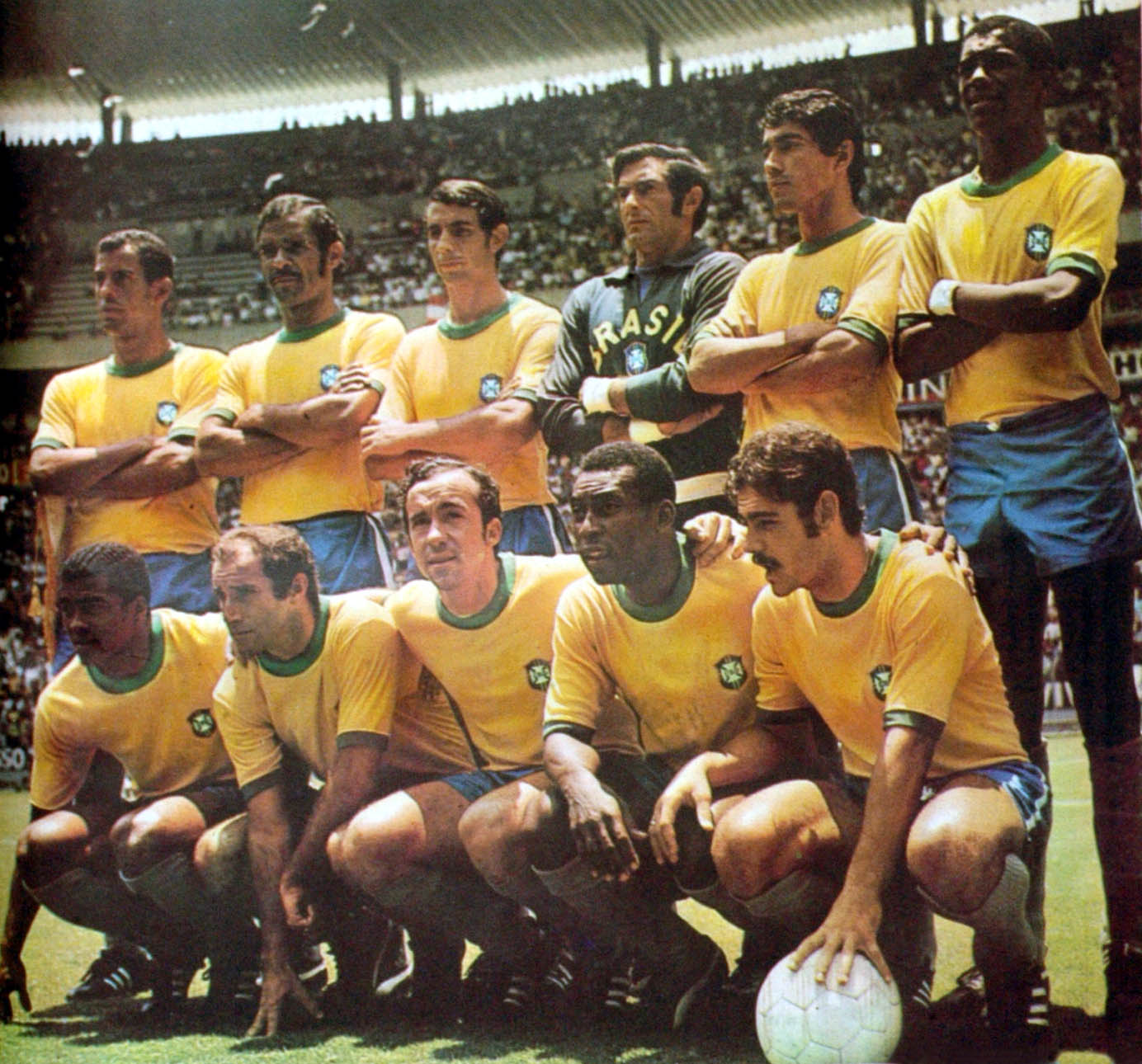
Brasilien inför matchen mot Peru i VM.

- 28 maj – Åtvidabergs FF vinner Svenska cupen genom att finalslå Sandvikens IF med 2-0 i Uppsala.[12]
- 31 maj-21 juni - VM 1970 spelas i Mexiko. Brasilien vinner turneringen genom att besegra Italien med 4-1 i finalen medan Västtyskland besegrar Uruguay med 1-0 i kampen om bronsmedaljerna.[13]
- Okänt datum – Svenska Fotbollförbundet behandlar för första gången damfotbollen. Licenser införs, och det finns 728 spelare detta år.[14]
- Okänt datum – Gerd Müller, Västtyskland, utses till årets spelare i Europa.
- Okänt datum – Salif Keita, Mali, utses till årets spelare i Afrika.

#### Ligasegrare / resp. lands mästare
- Belgien - Standard Liège
- England - Everton FC
- Frankrike - AS Saint-Étienne
- Italien - Cagliari Calcio
- Nederländerna – AFC Ajax
- Skottland - Celtic FC
- Spanien - Atletico Madrid
- Sverige - Malmö FF
- Västtyskland - Borussia Mönchengladbach

### Friidrott
- 31 december - Frank Shorter, USA vinner Sylvesterloppet i São Paulo.[15]
- Ron Hill, Storbritannien vinner herrklassen vid Boston Marathon.[16] medan Sara Mae Berman, USA vinner damklassen, som är inofficiell [17]

### Golf

#### Herrar
- The Masters vinns av Billy Casper, USA
- US Open vinns av Tony Jacklin, Storbritannien
- British Open vinns av Jack Nicklaus, USA
- PGA Championship vinns av Dave Stockton, USA
- Mest vunna vinstpengar på PGA-touren: Lee Trevino, USA med 157 037$

#### Damer
- US Womens Open – Donna Caponi, USA
- LPGA Championship – Shirley Englehorn, USA
- Mest vunna vinstpengar på LPGA-touren: Kathy Whitworth, USA med 30 235$

### Handboll
- 8 mars - Rumänien blir herrvärldsmästare genom att finalbesegra Östtyskland med 13-12 i Paris.[18]

### Ishockey
- 22 februari - Svenska mästare blir Brynäs IF genom serieseger före Västra Frölunda IF och Modo AIK.[19]
- 30 mars - Sovjetunionen vinner världsmästerskapet i Stockholm före Sverige och Tjeckoslovakien.[20]
- 10 maj - Stanley Cup vinns av Boston Bruins som besegrar Saint Louis Blues med 4 matcher mot 0 i slutspelet.[21]
- 10 oktober - CSKA Moskva, Sovjet vinner Europacupen genom att vinna finalserien mot Dynamo Moskva, Sovjet.[22]
- 13 december - Tjeckoslovakien vinner Izvestijaturneringen i Moskva före Sovjet och Sverige.[23]

### Konståkning

#### VM
- Herrar – Tim Wood, USA
- Damer – Gabriele Seyffert, DDR
- Paråkning – Irina Rodnina & Aleksej Ulanov, Sovjetunionen
- Isdans - Ljudmila Pachomova & Aleksandr Gorsjkov, Sovjetunionen

#### EM
- Herrar – Ondrej Nepela, Tjeckoslovakien
- Damer – Gabriele Seyffert, DDR
- Paråkning – Irina Rodnina & Aleksej Ulanov, Sovjetunionen
- Isdans - Ljudmila Pachomova & Aleksandr Gorsjkov, Sovjetunionen

### Motorsport

#### Formel 1
- 4 oktober - Reine Wisell debuterar i Formel 1 med en tredjeplats vid USA:s Grand Prix.
- 25 oktober - Världsmästare blir Jochen Rindt, Österrike.

#### Motocross
- Bengt Åberg, Sverige blir världsmästare i 500cc-klassen på en Husqvarna.

#### Rally
- Björn Waldegård och Lars Helmer vinner Monte Carlo-rallyt.
- Harry Källström och Gunnar Häggbom vinner RAC-rallyt.

#### Sportvagnsracing
- Den tyska biltillverkaren Porsche vinner sportvagns-VM.
- Hans Herrmann och Richard Attwood vinner Le Mans 24-timmars med en Porsche 917K.

### Orientering
- 27-29 september - Världsmästerskapen avgörs i Friedrichroda.[24]

### Simning

#### EM
- Vid EM i simning uppnådde svenska simmare följande resultat:
  - 200 m frisim, herrar – 2 Gunnar Larsson
  - 400 m frisim, herrar – 1 Gunnar Larsson
  - 200 m medley, herrar – 1 Gunnar Larsson
  - 400 m medley, herrar – 1 Gunnar Larsson
  - 400 m frisim, damer – Gunilla Jonsson
  - Lagkapp 4 x 100 m frisim, damer – 3. Sverige

### Skidor, alpint

#### Herrar

##### VM
- - Slalom
- 1 Jean-Noel Augert, Frankrike
- 2 Patrick Russel, Frankrike
- 3 Billy Kidd, USA
  - Storslalom
- 1 Karl Schranz, Österrike
- 2 Werner Bleiner, Österrike
- 3 Dumeng Giovanoli, Italien
  - Störtlopp
- 1 Bernhard Russi, Schweiz
- 2 Karl Cordin, Österrike
- 3 Malcolm Milne, Australien
  - Kombination
- 1 Billy Kidd, USA
- 2 Patrick Russel, Frankrike
- 3 Andrzej Bachleda, Polen

##### Världscupen
- Totalsegrare: Karl Schranz, Österrike
- Slalom:
  - Patrick Russell, Frankrike
  - Henri Brechu, Frankrike
  - Alain Penz, Frankrike
- Storslalom: Gustavo Thöni, Italien
- Störtlopp:
  - Karl Schranz, Österrike
  - Karl Cordin, Österrike

##### SM
- Slalom vinns av Olle Rohlén, Åre SLK. Lagtävlingen vinns av Åre SLK.
- Storslalom vinns av Rune Lindström, Sollefteå AK. Lagtävlingen vinns av Åre SLK.
- Störtlopp vinns av Hans Bergman, Gällivare SK. Lagtävlingen vinns av Gällivare SK.

#### Damer

##### VM
- - Kombination
- 1 Michèle Jacot, Frankrike
- 2 Florence Steurer, Frankrike
- 3 Marilyn Cochran, USA

##### Världscupen
- Totalsegrare: Michèle Jacot, Frankrike
- Slalom: Ingrid Laforgue, Frankrike
- Storslalom: Françoise Macchi, Frankrike
- Störtlopp: Isabelle Mir, Frankrike

##### SM
- Slalom vinns av Monica Hermansson, Avesta SLK. Lagtävlingen vinns av Östersund-Frösö SLK.
- Storslalom vinns av Monica Hermansson, Avesta SLK. Lagtävlingen vinns av Östersund-Frösö SLK.
- Störtlopp vinns av Monica Hermansson, Avesta SLK. Lagtävlingen vinns av Östersund-Frösö SLK.

### Skidor, nordiska grenar

#### Herrar

##### VM
- - 15 km
- 1 Lars Göran Åslund, Sverige
- 2 Odd Martinsen, Norge
- 3 Fjodor Simasjov, Sovjetunionen
  - 30 km
- 1 Vjatjeslav Vedenin, Sovjetunionen
- 2 Gerhard Grimmer, DDR
- 3 Odd Martinsen, Norge
  - 50 km
- 1 Kalevi Oikarainen, Finland
- 2 Vjatjeslav Vedenin, Sovjetunionen
- 3 Gerhard Grimmer, DDR
  - Stafett 4 x 10 km
- 1 Sovjetunionen
- 2 DDR
- 3 Sverige
  - Nordisk kombination, individuellt (Backe K90 + 15 km fri stil)
- 1 Ladislav Rygl, Tjeckoslovakien
- 2 Nikolaj Nogovizyn, Sovjetunionen
- 3 Vjatjeslav Drjagin, Sovjetunionen
  - Backhoppning, individuellt K90
- 1 Garij Napalkov, Sovjetunionen
- 2 Yukio Kasaya, Japan
- 3 Lars Grini, Norge
  - Backhoppning, individuellt K120
- 1 Garij Napalkov, Sovjetunionen
- 2 Jiři Raška, Tjeckoslovakien
- 3 Daniel-Stanislaw Gasienica, Polen

##### SM
- 15 km vinns av Lars-Arne Bölling, IFK Mora. Lagtävlingen vinns av IFK Mora.
- 30 km vinns av Arne Lilja, Norbergs AIF. Lagtävlingen vinns av Norbergs AIF.
- 50 km vinns av Lars-Arne Bölling, IFK Mora. Lagtävlingen vinns av Norbergs AIF.
- Stafett 3 x 10 km vinns av IFK Mora med laget  Bjarne Andersson, Hans-Erik Larsson och Lars-Arne Bölling.

##### Övrigt
- 1 mars - Lars-Arne Bölling, IFK Mora vinner Vasaloppet.[25]
- Okänt datum – Lars-Arne Bölling, IFK Mora tilldelas Sixten Jernbergpriset.

#### Damer

##### VM
- - 5 km
- 1 Galina Kulakova, Sovjetunionen
- 2 Galina Pilusjenko, Sovjetunionen
- 3 Nina Fjodorova, Sovjetunionen
  - 10 km
- 1 Alevtina Oljunina, Sovjetunionen
- 2 Marjatta Kajosmaa, Finland
- 3 Galina Kulakova, Sovjetunionen
  - Stafett 4 x 5 km
- 1 Sovjetunionen
- 2 DDR
- 3 Finland

##### SM
- 5 km vinns av Viola Ylipää, Edsbyns SK. Lagtävlingen vinns av Edsbyns SK
- 10 km vinns av Birgitta Lindqvist, Offerdals SK. Lagtävlingen vinns av Edsbyns SK.
- Stafett 3 x 5 km vinns av Edsbyns SK med laget  Gun Andersson, Ulla Nilsson och Viola Ylipää .

### Tennis

#### Herrar
- Tennisens Grand Slam:
  - Australiska öppna - Arthur Ashe, USA
  - Franska öppna - Jan Kodeš, Tjeckoslovakien
  - Wimbledon - John Newcombe, Australien
  - US Open - Ken Rosewall, Australien

##### Davis Cup
- 3 augusti - USA vinner Davis Cup genom att finalbesegra Västtyskland med 5-0 i Cleveland.[26]

#### Damer
- Tennisens Grand Slam: En äkta Grand Slam under detta år för Margaret Smith Court, Australien.
  - Australiska öppna - Margaret Smith Court, Australien
  - Franska öppna - Margaret Smith Court, Australien
  - Wimbledon - Margaret Smith Court, Australien
  - US Open - Margaret Smith Court, Australien
- 24 maj - Australien vinner Federation Cup genom att finalbesegra Västtyskland med 3-0 i Freiburg im Breisgau.[27]
- 29 december - Australien vinner Federation Cup 1971 genom att finalbesegra Storbritannien med 3-0 i Perth.[28]

### Volleyboll
- 2 oktober
  - Östtyskland blir herrvärldsmästare i Sofia före Bulgarien och Japan.[29]
  - Sovjet blir damvärldsmästare i Varna före Japan och Nordkorea.[30]

## Evenemang
- VM på cykel genomförs i Leicester, Storbritannien
- VM i fotboll äger rum i Mexiko.
- VM i ishockey genomförs i Stockholm, Sverige
- VM i konståkning genomförs i Ljubljana, Jugoslavien
- VM på skidor, alpina grenar genomförs i Val Gardena, Italien
- VM på skidor, nordiska grenar genomförs i Vysoké Tatry, Tjeckoslovakien
- VM i skidskytte genomförs i Östersund, Sverige
- EM i bordtennis arrangeras i Moskva, Sovjetunionen.
- EM i konståkning genomförs i Leningrad, Sovjetunionen.
- EM i simning anordnas i Barcelona, Spanien

## Födda
- 5 januari – Ylva Nowén, svensk alpin skidåkare.
- 12 januari - Kristin Bengtsson, svensk fotbollsspelare.
- 13 januari – Marco Pantani, italiensk cyklist.
- 5 februari – Astrid Kumbernuss, tysk friidrottare.
- 28 februari – Noureddine Morceli, algerisk friidrottare.
- 12 mars - Mathias Grönberg, svensk golfspelare.
- 14 mars - Thomas Fogdö, svensk alpin skidåkare.
- 9 april - Jacques Villeneuves, kanadensisk racerförare.
- 19 april – Kelly Holmes, brittisk friidrottare.
- 28 april - Nicklas Lidström, svensk ishockeyspelare.
- 29 april - Andre Agassi, amerikansk tennisspelare.
- 12 maj
  - Jim Furyk, amerikansk golfspelare.
  - Mike Weir, kanadensisk golfspelare.
- 15 maj
  - Frank de Boer, nederländsk fotbollsspelare.
  - Ronald de Boer, nederländsk fotbollsspelare
- 16 maj – Gabriela Sabatini, argentinsk tennisspelare.
- 18 maj - Cassie Campbell, kanadensisk ishockeyspelare.
- 24 maj - Bo Hamburger, dansk tävlingscyklist.
- 7 juni - Cafu, brasiliansk fotbollsspelare.
- 13 juni - Mikael Ljungberg, svensk brottare.
- 16 juni - Phil Mickelson, amerikansk golfspelare.
- 25 juni – Erki Nool, estnisk friidrottare (10-kamp)
- 27 juni – Régine Cavagnoud, fransk alpin skidåkare.
- 3 juli – Teemu Selänne, finländsk ishockeyspelare.
- 7 juli – Erik Zabel, tysk cyklist.
- 8 augusti – Johann Mühlegg, tysk-spansk skidåkare.
- 13 augusti – Alan Shearer, engelsk fotbollsspelare.
- 17 augusti – Jim Courier, amerikansk tennisspelare.
- 22 augusti – Ricco Gross, tysk skidskytt.
- 27 september – Mattias Sunneborn, svensk friidrottare.
- 28 september – Kimiko Date, japansk tennisspelare.
- 9 oktober – Annika Sörenstam, svensk golfspelare.
- 14 oktober – Pär Zetterberg, svensk fotbollsspelare.
- 15 oktober – Pernilla Wiberg, svensk alpin skidåkare.
- 29 oktober – Edwin van der Sar, nederländska fotbollsspelare.
- 12 november – Tonya Harding, amerikansk konståkare och boxare.
- 15 november – Uschi Disl, tysk skidskytt.
- 2 december – Alexander Cejka, tjeckisk-tysk golfspelare.
- 12 december – Wilson Kipketer, kenyansk-dansk friidrottare.
- 19 december – Robert Lang, tjeckisk ishockeyspelare.
- 21 december – Stefan Löfgren, svensk handbollsspelare.

## Avlidna
- 2 juni – Bruce McLaren, nyzeeländsk racerförare och –konstruktör.
- 5 september – Jochen Rindt, österrikisk racerförare.
- 26 december – Lillian Board, brittisk friidrottare.
- 30 december – Sonny Liston, amerikansk boxare.

## Bildade föreningar och klubbar
- IF Mölndal Hockey, ishockeyklubb i Sverige som några år senare köpte in Sveriges första ryska ishockeyspelare.

### Fotnoter
1. ↑  Erik Jonsson (15 mars 1970). ”1970–1979”. Svenska Bandyförbundet. https://www.svenskbandy.se/BANDYFINALEN/HISTORIK/Svenskamastare/Herrar/1970-1979/. Läst 18 mars 2020.
2. ↑  Jimmy Andersson. ”Slutspelet 1969/70”. Jimbo Bandy. Arkiverad från originalet den 25 maj 2012. https://archive.is/20120525062351/http://www.jimbobandy.nu/70-tal/70_slut.html. Läst 20 augusti 2011.
3. ↑  ”1970 World Series” (på engelska). Baseball-Reference.com. http://www.baseball-reference.com/postseason/1970_WS.shtml. Läst 10 juli 2015.
4. ↑  ”Basketball Reference”. http://www.basketball-reference.com/leagues/NBA_1970_games.html. Läst 25 augusti 2011.
5. ↑  ”Sport Statistics”. Arkiverad från originalet den 11 juli 2008. https://web.archive.org/web/20080711144048/http://todor66.com/basketball/World/Men_1970.html. Läst 24 augusti 2011.
6. ↑  ”FIBA Archive”. http://archive.fiba.com/pages/eng/fa/event/p/cid//sid/2281/_/1970_European_Championship_for_Women/index.html. Läst 12 oktober 2011.
7. ↑  ”Sport Statistics”. Arkiverad från originalet den 25 maj 2012. https://web.archive.org/web/20120525123540/http://www.todor66.com/basketball/Olympic/Men_1964.html. Läst 23 augusti 2011.
8. ↑  ”African Nations Cup 1970” (på engelska). RSSSF. http://www.rsssf.com/tables/70a.html. Läst 16 augusti 2011.
9. ↑  ”European Competitions 1969-70” (på engelska). RSSSF. http://www.rsssf.com/ec/ec196970.html. Läst 16 augusti 2011.
10. 1 2  ”European Competitions 1969-70” (på engelska). RSSSF. http://www.rsssf.com/ec/ec196970.html. Läst 16 augusti 2011.
11. ↑  ”England FA Challenge Cup 1969-1970” (på engelska). RSSSF. http://www.rsssf.com/tablese/engcup1970.html. Läst 19 augusti 2012.
12. ↑  Jimmy Lindahl (14 augusti 2005). ”Svenska cupen – finalmatcher”. Bolletinen. http://www.bolletinen.se/sfs/pdf/stat_h_allsvens_1941_2005_stat_herr_cupen_finalmatcher.pdf. Läst 21 augusti 2012.
13. ↑  ”World Cup 1970” (på engelska). RSSSF. http://www.rsssf.com/tables/70f.html. Läst 11 augusti 2011.
14. ↑   (på svenska)Fotbollmagasinet (6). 1996.
15. ↑  ”1970” (på portugisiska). Sylvesterloppet. Arkiverad från originalet den 1 mars 2014. https://web.archive.org/web/20140301024448/http://www.saosilvestre.com.br/1970. Läst 19 augusti 2012.
16. ↑  ”Boston Marathon”. Arkiverad från originalet den 27 april 2015. https://web.archive.org/web/20150427035419/http://www.baa.org/races/boston-marathon/boston-marathon-history/past-champions/past-mens-open-champions.aspx. Läst 9 april 2011.
17. ↑  ”Boston Marathon”. Arkiverad från originalet den 7 mars 2012. https://web.archive.org/web/20120307073943/http://www.baa.org/races/boston-marathon/boston-marathon-history/past-champions/past-womens-open-champions.aspx. Läst 9 april 2011.
18. ↑  ”Sport Statistics”. Arkiverad från originalet den 24 augusti 2011. https://web.archive.org/web/20110824152513/http://www.todor66.com/handball/World/Men_1970.html. Läst 23 augusti 2011.
19. ↑  ”Championnat de Suède 1969/70” (på franska). Hockey Archives. 22 februari 1970. https://www.hockeyarchives.info/Suede1970.htm. Läst 15 augusti 2011.
20. ↑  ”Championnats du monde 1970” (på franska). Hockey Archives. 30 mars 1970. https://www.hockeyarchives.info/mondial1970.htm. Läst 15 augusti 2011.
21. ↑  ”NHL 1969/70” (på franska). Hockey Archives. https://www.hockeyarchives.info/NHL1970.htm. Läst 23 mars 2020.
22. ↑  ”Coupe d'Europe 1969/70” (på franska). Hockey Archives. 10 oktober 1970. https://www.hockeyarchives.info/Europe1970.htm. Läst 9 september 2012.
23. ↑  ”Matches internationaux 1970/71” (på franska). Hockey Archives. 13 december 1970. https://www.hockeyarchives.info/inter1971.htm. Läst 20 augusti 2012.
24. ↑  ”World Orienteering Championships 1970” (på engelska). http://orienteering.org/events/?event_id=8. Läst 20 augusti 2012.
25. ↑  ”Historiska segrare”. Vasaloppet. Arkiverad från originalet den 22 mars 2020. https://web.archive.org/web/20200322121012/https://www.vasaloppet.se/wp-content/uploads/sites/1/2019/09/historiska_segrare_vasaloppet_sve_2019-09-18.pdf. Läst 5 september 2011.
26. ↑  ”Davis Cup”. http://www.daviscup.com/en/results/tie/details.aspx?tieId=10003850. Läst 20 augusti 2011.
27. ↑  ”Fed Cup”. Arkiverad från originalet den 27 augusti 2011. https://web.archive.org/web/20110827115756/http://www.fedcup.com/en/results/tie/details.aspx?tieId=20003380. Läst 21 augusti 2011.
28. ↑  ”Fed Cup”. Arkiverad från originalet den 23 augusti 2011. https://web.archive.org/web/20110823010306/http://www.fedcup.com/en/results/tie/details.aspx?tieId=20004939. Läst 21 augusti 2011.
29. ↑  ”Sport Statistics”. Arkiverad från originalet den 16 november 2015. https://web.archive.org/web/20151116062117/http://todor66.com/volleyball/World/Men_1970.html. Läst 24 augusti 2011.
30. ↑  ”Sport Statistics”. Arkiverad från originalet den 24 mars 2012. https://web.archive.org/web/20120324130618/http://todor66.com/volleyball/World/Women_1970.html. Läst 24 augusti 2011.